# Cernusco sul Naviglio
Cernusco sul Naviglio là một đô thị ở tỉnh Milano, vùng Lombardia, Italia. Đô thị này có diện tích 13 km2, dân số là 28.687 người.